# 五諸侯二
后髮座36，又名BD+18 2682，HD 112769、SAO 100357、HR 4920，是后髮座的一颗恒星，视星等为4.78，位于銀經313.41，銀緯80.13，其B1900.0坐标为赤經12h 53m 58.7s，赤緯+17° 80.13′ 54″。